# Fyndighet
Fyndighet är en malmanledning, det vill säga en förekomst som bedöms vara värt fortsatt ekonomisk utvärdering, eller en anträffad malm av något slag på dess plats i jorden.